# 125. pehotni polk (Avstro-Ogrska)
Za druge 125. polke glejte 125. polk.
125. pehotni polk je bil pehotni polk k.u.k. Heera.

## Zgodovina
Polk je bil ustanovljen leta 1918, med prvo svetovno vojno, v sklopu t. i. Conradovih reform, pri čemer je bila sama vojaška sposobnost polka zelo slaba. Sestavljen je bil iz treh bataljonov, ki so jih vzeli iz dotedaj obstoječih polkov.

## Organizacija
Ob ustanovitvi
- 4. bataljon, 25. pehotni polk
- 2. bataljon, 60. pehotni polk
- 4. bataljon, 67. pehotni polk